# Broadalbin
Broadalbin és una població dels Estats Units a l'estat de Nova York. Segons el cens del 2000 tenia 1.411 habitants.

## Demografia
Segons el cens del 2000, Broadalbin tenia 1.411 habitants, 555 habitatges, i 380 famílies. La densitat de població era de 539,4 habitants/km².
Dels 555 habitatges en un 35,3% hi vivien nens de menys de 18 anys, en un 53,7% hi vivien parelles casades, en un 11,7% dones solteres, i en un 31,5% no eren unitats familiars. En el 25,8% dels habitatges hi vivien persones soles el 13% de les quals corresponia a persones de 65 anys o més que vivien soles. El nombre mitjà de persones vivint en cada habitatge era de 2,54 i el nombre mitjà de persones que vivien en cada família era de 3,08.
Per edats la població es repartia de la següent manera: un 28,2% tenia menys de 18 anys, un 7,1% entre 18 i 24, un 27,1% entre 25 i 44, un 21,9% de 45 a 60 i un 15,7% 65 anys o més.
L'edat mediana era de 37 anys. Per cada 100 dones de 18 o més anys hi havia 85,2 homes.
La renda mediana per habitatge era de 35.664 $ i la renda mediana per família de 40.956 $. Els homes tenien una renda mediana de 31.618 $ mentre que les dones 24.211 $. La renda per capita de la població era de 18.036 $. Entorn del 3,2% de les famílies i el 5,3% de la població estaven per davall del llindar de pobresa.